# 閩浙總督

闽浙总督辖地（1911年）

閩浙總督（穆麟德轉寫：fugiyan jegiyang ni uheri kadalara amban），正式官銜為總督閩浙等處地方提督軍務、糧饟兼巡撫事，是清朝九位最高級的總督疆臣之一，總管閩浙（浙江省、福建省，1895年前亦轄福建臺灣省，後割讓予日本）的軍政、民務。

## 官制沿革
- 順治二年（1645年），設立浙閩總督。
- 順治三年（1646年），清军入福建，灭南明隆武政权，浙闽總督駐福州，兼管浙江[1]。
- 順治五年（1648年），總督府遷往衢州，仍兼管福建。
- 順治十五年（1658年），福建、浙江兩省各設總督，福建總督駐漳州，浙江總督駐溫州。
- 康熙十一年（1672年），福建總督改驻福州。[2]
- 康熙二十六年（1687年），福建總督更名閩浙總督。
- 雍正五年（1727年），特授李卫总督浙江，整饬军政吏治，并兼巡抚事；闽浙总督专辖福建。
- 雍正十二年（1734年），撤销浙江总督，仍合为一。
- 乾隆元年（1736年），诏依李卫例，特授嵇曾筠为浙江总督，闽浙总督郝玉麟仍专辖福建。
- 乾隆三年（1738年），嵇曾筠入阁，郝玉麟仍总督闽浙如故。
- 光緒十一年（1885年）起，取消福建巡撫，由閩浙總督兼任。
- 宣統三年（1911年），辛亥革命爆發，末任總督因閩軍舉事，而兵敗，吞金殉國。

## 历任总督
| 序次                             | 姓名   | 籍贯/旗籍                      | 任职时间                           | 卸职时间                            | 卸職原因/备注 |
| 閩浙總督（乾隆三年～光緒十一年） |        |                                |                                    |                                     |               |
| 35                               | 孫爾準 | 江蘇省常鎮通海道常州府金匱縣   | 道光五年九月乙酉 1825年10月12日    | 道光十二年二月乙未 1832年3月19日    | 去世          |
| 36                               | 程祖洛 | 安徽省安徽寧池太廣道徽州府歙縣 | 道光十二年二月乙未 1832年3月19日   | 道光十六年七月癸未 1836年8月13日    | 丁父憂        |
| 44                               | 劉韻珂 | 山東省兗沂曹濟道兗州府汶上縣   | 道光二十三年五月戊辰 1843年6月23日 | 道光三十年十一月丙午 1850年12月21日 | 病卸          |
| 46                               | 季芝昌 | 江蘇省常鎮通海道常州府江陰縣   | 咸豐元年五月乙巳 1851年6月18日     | 咸豐二年十月壬辰 1852年11月26日     | 免            |
| *                                | 裕瑞   |                                | 咸豐元年九月乙丑 1851年11月5日     | 咸豐二年七月己酉 1852年8月15日      | 兼署          |
| *                                | 王懿德 | 河南省開歸陳許鄭道開封府祥符縣 | 咸豐二年七月己酉 1852年8月15日     | 咸豐二年十月壬辰 1852年11月26日     | 兼署          |
| 47                               | 吳文鎔 | 江蘇省淮揚海道揚州府儀征縣     | 咸豐二年十月壬辰 1852年11月26日    | 咸豐三年八月己卯 1853年9月9日       | 改授湖廣總督  |
| *                                | 王懿德 | －                             | 咸豐三年二月己亥 1853年4月2日      | 咸豐三年六月辛巳 1853年7月13日      | 兼署          |
| *                                | 有鳳   |                                | 咸豐三年六月辛巳 1853年7月13日     | 咸豐三年八月己卯 1853年9月9日       | 兼署          |
| 48                               | 慧成   |                                | 咸豐三年八月己卯 1853年9月9日      | 咸豐四年正月戊午 1854年2月15日      | 差            |
| 49                               | 王懿德 | －                             | 咸豐四年正月戊午 1854年2月15日     | 咸豐八年六月戊辰 1858年8月3日       | 以病乞罷      |
| 58                               | 何璟   | 廣東省廣肇羅道廣州府香山縣     | 光緒二年八月丁酉 1876年9月26日     | 光緒十年七月己巳 1884年9月16日      | 召            |

- 张存仁（浙闽1645年—1647年）
- 陈锦（浙闽1647年—1652年）
- 刘清泰（浙闽1652年—1654年）
- 屯泰（浙闽1654年—1656年）
- 李率泰（浙闽1656年—1658年，福建1658年—1664年）
- 赵国祚（浙江1658年—1661年）
- 赵廷臣（浙江1661年—1669年）
- 朱昌祚（福建1664年—1665年）
- 张朝璘（福建1666年—1667年）
- 祖泽溥（福建1667年—1669年）
- 刘兆麒 顺天府宝坻县(今天津市宁河县)隶汉军 康熙九年（1669年—1673年）
- 刘斗（福建1670年—1672年）
- 范承谟 盛京(今辽宁省沈阳市) 隶汉军镶黄旗  康熙十一年（福建1672年—1674年）
- 李之芳 山东武定 康熙十二年（浙江1673年—1682年）
- 郎廷佐（福建1674年—1676年）
- 郎廷相（福建1676年—1678年）
- 姚启圣（福建1678年—1683年）
- 施维翰（浙江1682年—1683年，福建1683年—1684年）
- 王国安（浙江1684年，福建1684年—1687年）
- 王新命（1687年—1688年）改为闽浙总督
- 王骘 山东福山 康熙二十七年（1688年—1689年）
- 兴永朝（1689年—1692年）
- 朱宏祚（1692年—1695年）
- 郭世隆（1695年—1702年）
- 金世荣（1702年—1706年）
- 梁鼐（1706年—1710年）
- 范时崇（1710年—1715年）
- 觉罗满保（1715年—1725年）
- 高其倬 辽宁铁岭 雍正三年（1725年—1729年，1730年）
- 史贻直（1729年—1730年）
- 刘世明（1730年—1732年）
- 李卫 江苏省砀山(今属安徽省) 雍正五年（浙江总督，1727年—1732年）
- 性桂（浙江总督，1729年）
- 程元章 河南上蔡 雍正十年（浙江总督，1732年—1734年）
- 郝玉麟 汉军镶白旗 雍正十二年（1732年—1739年）
- 嵇曾筠 江苏无锡 乾隆元年（浙江总督，1736年—1738年）
- 德沛 乾隆四年（1739年—1744年）
- 那苏图（1742年—1744年）
- 马尔泰（1744年—1746年）
- 喀尔吉善 满洲正黄旗 乾隆十一年（1746年—1757年）
- 杨应琚（1757年—1759年）
- 杨廷璋 汉军镶黄旗 乾隆二十四年（1759年—1764年）
- 苏昌 满洲正蓝旗 乾隆二十九年（1764年—1768年）
- 崔应阶 湖北江夏(今武汉) 乾隆三十三年（1768年—1770年）
- 钟音 顺天府大兴县(今北京市) 隶满州镶蓝旗 乾隆三十五年（1770年—1778年）
- 富明安（1771年）
- 杨景素（1778年—1779年）
- 三宝，满洲正红旗，（1779年—1780年）
- 富明安 满洲镶红旗 乾隆三十八年（1780年—1781年）
- 陈辉祖（1781年—1782年）
- 富勒浑 蒙古镶白旗 乾隆四十七年（1782年—1785年）
- 雅德（1785年—1786年）
- 富纲（1786年）
- 常青 满洲正蓝旗 乾隆五十一年（1786年—1787年）
- 李侍尧 汉军镶黄旗 乾隆五十二年（1787年—1788年）
- 福康安（1788年—1789年）
- 魁伦（1796年—1799年）
- 伍拉纳（1789年—1795年）
- 福康安（1795年—1796年）
- 魁伦（1796年—1799年）
- 书麟（1799年）
- 觉罗长麟 满洲正蓝旗 乾隆六十年（1799年—1800年）
- 玉德（1800年—1806年）
- 阿林保（1806年—1809年）
- 方维甸 安徽桐城 嘉庆十四年（1809年—1810年）
- 汪志伊 安徽桐城 嘉庆十六年（1810年—1817年）
- 董教增（1817年—1820年）
- 庆保（1820年—1822年）
- 赵慎畛（1822年—1825年）
- 孙尔準（1825年—1832年）
- 程祖洛 安徽歙县 道光十二年（1832年—1836年）
- 钟祥（1836年—1839年）
- 周天爵（1839年）
- 桂良（1839年）
- 邓廷桢（1839年—1840年）
- 颜伯焘（1840年—1841年）
- 杨国桢，四川省崇庆州（1841年—1842年）
- 怡良，满洲正红旗（1842年—1843年）
- 刘韻珂（1843年—1850年）
- 裕泰（1850年—1851年）
- 季芝昌（1851年—1852年）
- 吴文镕（1852年—1853年）
- 慧成（1853年）
- 王懿德 河南祥符(今开封) 咸丰二年（1854年—1859年）
- 庆端 咸丰八年（1859年—1862年）
- 耆龄 满洲正黄旗 同治元年（1862年—1863年）
- 左宗棠 湖南湘阴 同治二年（1863年—1866年）
- 吴棠 安徽盱眙(今安徽明光) 同治五年（1866年—1867年）
- 马新贻 山东菏泽 同治六年（1867年—1868年）
- 英桂（1868年—1871年）
- 张之万（1871年）
- 李鹤年 奉天义州(今辽宁义县) 同治十年（1871年—1876年）
- 文煜 满洲正蓝旗 光绪二年（1876年）
- 何璟 广东香山縣(今中山) 光绪二年（1876年—1884年）
- 杨昌濬 湖南湘乡 光绪十年（1884年—1888年）
- 卞宝第 江苏仪征 光绪十四年（1888年—1892年）
- 谭钟麟 湖南茶陵 光绪十八年（1892年—1894年）
- 边宝泉 奉天辽阳(今属辽宁) 隶汉军镶红旗 光绪二十年（1894年—1898年）
- 许应骙 广东番禺(今广州) 光绪二十四年（1898年—1903年）
- 锡良 蒙古镶蓝旗 光绪二十九年（1903年）
- 李兴锐 湖南浏阳 光绪二十九年（1903年—1904年）
- 魏光焘 湖南隆回 光绪三十年（1904年—1905年）
- 升允 蒙古镶蓝旗 光绪三十一年（1905年）
- 嵩蕃 满洲镶蓝旗 光绪三十一年（1905年）
- 端方 满洲正白旗 光绪三十一年（1905年—1906年）
- 周馥 安徽建德(今东至) 光绪三十二年 （1906年）
- 丁振铎 河南罗山 光绪三十二年（1906年—1907年）
- 松寿 满洲正白旗 光绪三十三年（1907年—1911年）

## 辖军
闽浙总督驻福州，设总督福建军务部院军门主持军事。辖本标中左右三营、水师营。在福建省节制抚标1个，水、陆提标各1个，镇标8个。督标中营副将以下官兵958人，左营参将以下官兵971人，右营参将以下官兵971人，南台水师营参将以下官兵906人。